# STS-9
STS-9 — шестой космический полёт МТКК «Колумбия», девятый полёт по программе «Спейс шаттл». Основная задача — вывод на орбиту и задействование лаборатории «Спейслэб».

## Экипаж
- (НАСА): Джон Янг (6, последний) — командир;
- (НАСА): Брюстер Шоу (1) — пилот;
- (НАСА): Оуэн Гэрриот (2, последний) — специалист по программе полёта 1;
- (НАСА): Роберт Паркер (1) — специалист по программе полёта 2;
- (ЕКА): Ульф Мербольд (1) — специалист по полезной нагрузке 1;
- (НАСА): Байрон Лихтенберг (1) — специалист по полезной нагрузке 2;

## Параметры полёта
- Вес:
  - Вес при старте: 112 318 кг
  - Вес при приземлении: 99 800 кг
  - Полезная нагрузка: 15 088 кг
- Перигей: 241 км
- Апогей: 254 км
- Наклонение: 57°
- Период обращения: 89,5 мин

## Интересные факты
Этим полётом Джон Янг поставил сразу несколько рекордов.
Во-первых он побил свой же рекорд 1981 года и первым в мире совершил шестой полёт. Этот рекорд продержался почти 20 лет, до 8 апреля 2002 года, когда в седьмой полёт отправится Джерри Росс. Перед полётом Росс неожиданно заявил, что Янг — его кумир и всё равно то, что сделал для освоения космоса Янг, никто не превзойдёт. Можно добавить, что два последовательных рекорда по числу полётов повторить теперь уже нереально. Наконец, в активе Янга, кроме 6 стартов с Земли, есть ещё и старт с Луны на взлётной ступени лунного модуля Аполлона-16.
Второй рекорд — в этом полёте Янг впервые стал командиром экипажа в 4-й раз. Хотя его через два года обошёл Владимир Джанибеков, который был командиром во всех 5 полётах, нужно учесть, что Джанибеков командовал однотипными кораблями — двумя «Союзами» и тремя «Союзами-Т», а Янг был командиром принципиально разных кораблей — «Джемини», «Аполлон» и «Шаттл».
В-третьих, Янг стал первым командиром экипажа из 6 человек и кроме того, это был первый американский экипаж с иностранцем в составе.

## Галерея

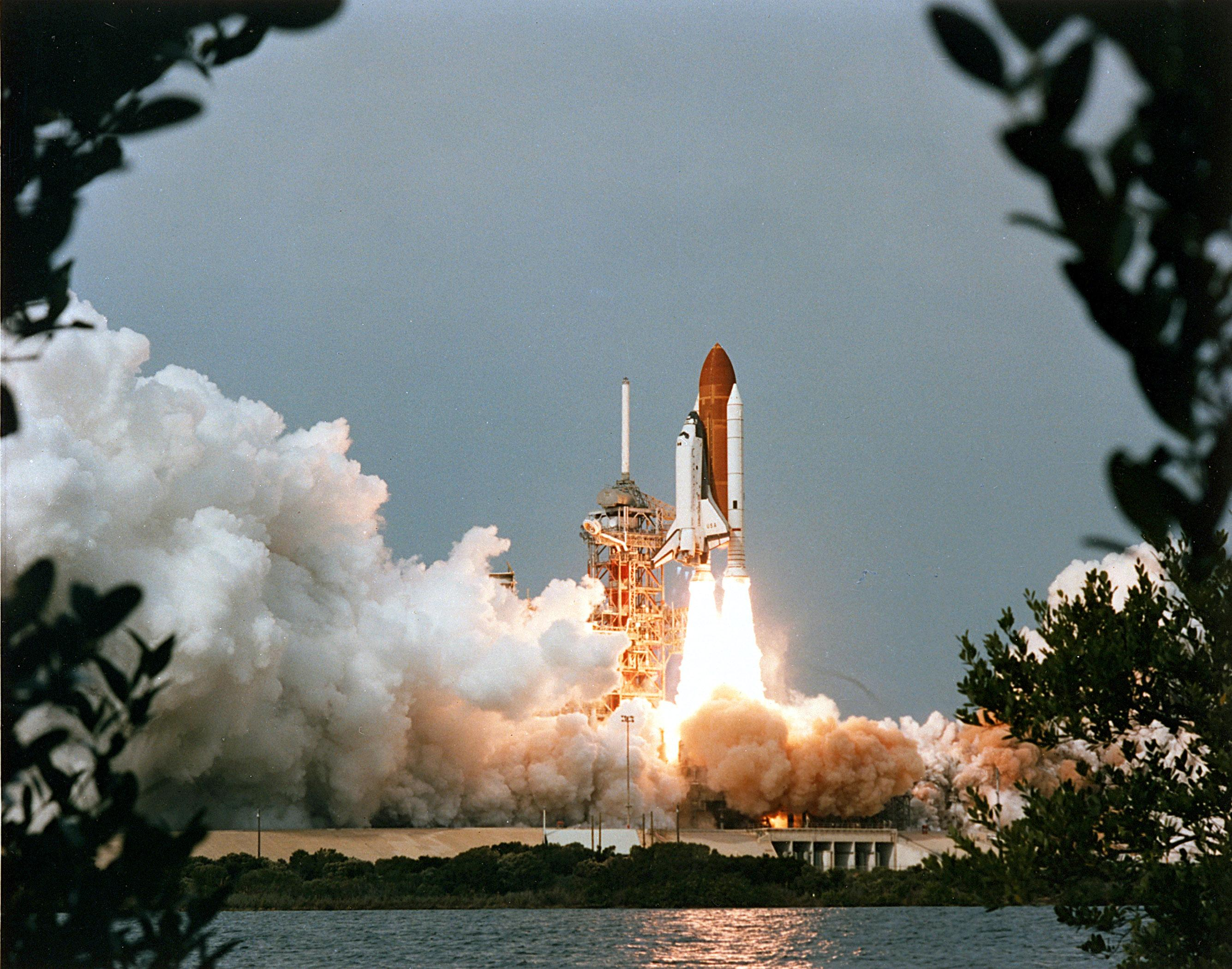
Запуск миссии STS-9
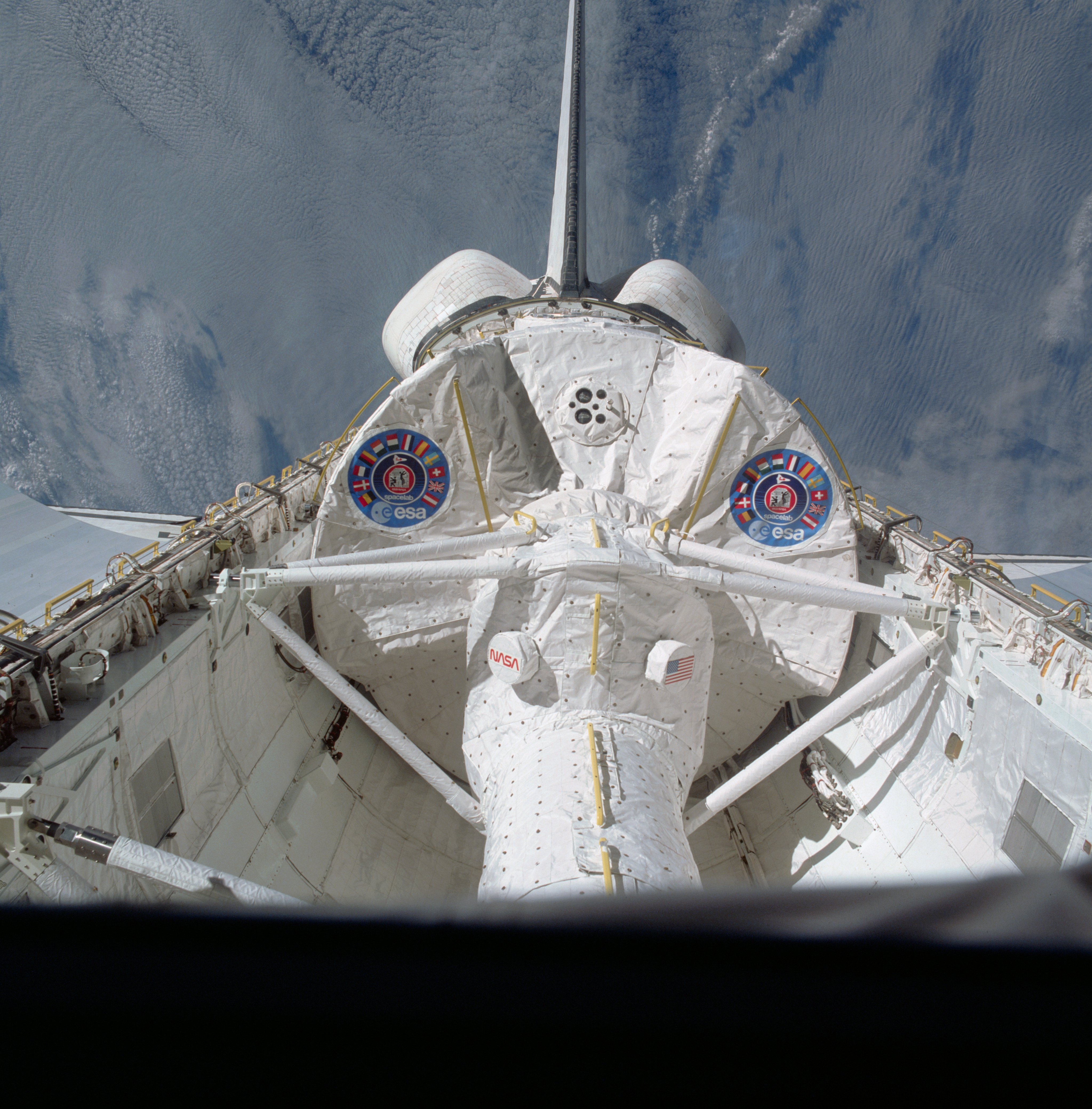
Полезный груз